# Профессия — репортёр
«Профессия — репортёр» — цикл телепередач в жанре специального репортажа, выходивший на НТВ с 16 октября 1998 по 5 июля 2015 года. Авторские программы журналистов НТВ выходили еженедельно и были посвящены сенсационным, иногда скандальным журналистским расследованиям. В каждом еженедельном репортаже были заложены свой конфликт, актуальность и проблематика. Каждый корреспондент программы считался уникальным, преподносящим свою, индивидуальную точку зрения на ту или иную проблему, событие или явление.

## История

### Первая версия
Проект стартовал 16 октября 1998 года. Изначально он задумывался создателями для того, чтобы молодые корреспонденты НТВ смогли попробовать свои силы в создании передач такого жанра, как специальный репортаж, или же отточить собственное мастерство на поприще репортёра. Темы для будущих фильмов предлагали сами корреспонденты. Первый фильм из цикла — «Тюремный Мольер» Александра Зиненко.
Об основании рубрики Зиненко впоследствии вспоминал:

Мне хватало всего, просто, в какой-то момент стало скучно. Я понял, что иду по замкнутому кругу. Всё одно и то же: пресс-конференции, съёмки. Я понимал, что ещё немножко и начнётся деградация. Шёл 1998 год. «А давайте в рамках нашей информационной редакции мы будем снимать большие репортажи», — сказал я. У нас уже была рубрика в рамках новостийного выпуска «Специальный репортаж». Но длительность его — максимум пять минут, мне же хотелось замахнуться на пятнадцать.

Название «Профессия — репортёр» придумал Леонид Парфёнов. Над фильмами работали корреспонденты Службы информации НТВ, авторы многочисленных репортажей в информационных выпусках программы «Сегодня». Коллектив авторов рубрики в самом начале ограничивался только двумя репортёрами — Александром Зиненко и Игорем Воеводиным. Среди других корреспондентов в цикле были замечены Борис Кольцов, Алексей Поборцев, Тимофей Баженов, Михаил Крикуненко, Борис Корчевников, Вячеслав Грунский, Борис Соболев, Ольга Надточей, Алексей Ивлиев, Илья Канавин, Алексей Михалёв, Руслан Гусаров, Александр Абраменко, Иван Волонихин, Эдуард Петров, Виталий Бузуев, Кирилл Кикнадзе, Сергей Гапонов, Анна Лошак, Марина Петухова, Илья Зимин, Александр Южный, Сергей Холошевский, Никита Анисимов, Денис Шуйский, Сергей Морозов, Андрей Антонов, Евгений Матонин, Вячеслав Немышев, Антон Вольский, Пётр Любимов, Павел Селин, Владислав Сорокин, Антон Гришин, Евгений Ксензенко, Алексей Веселовский, Дмитрий Сошин, Антон Войцеховский, Дмитрий Новиков, Павел Лобков, Аркадий Мамонтов, Иван Распопов, Александр Хабаров, Евгений Сандро, Елена Масюк, Юлия Ракчеева и другие. По словам Вячеслава Грунского, в те годы в проекте постоянно работали более двадцати корреспондентов. С 2001 года руководителем и продюсером программы выступал Александр Южный.
В некоторых выпусках показывались материалы, которые оставались за кадром ежедневных новостных выпусков и аналитических программ: в частности, 30 сентября 1999 года был показан сюжет «Дагестан: эпизоды необъявленной войны», который сделали съёмочные группы, работавшие на передовой (корреспонденты Аркадий Мамонтов, Александр Хабаров, Александр Абраменко, Руслан Гусаров и Алексей Поборцев).
В 2000 году Александр Зиненко был удостоен премии ТЭФИ за свой очерк «Сны надзирателя» в номинации «Публицистическая программа».
С сентября по декабрь 2001 года программа выходила внутри вечернего выпуска программы «Сегодня» в 22:00, после блока общественно-политической информации, перед блоками информации о спорте и погоде. Перед демонстрацией передачи в рамках новостного блока показывался краткий фрагмент фильма, затем ведущий задавал несколько вопросов автору работы, сидевшему на позиции спортивного комментатора в новостной студии.
К 2004 году необходимость в подобной кузнице кадров для информационной службы НТВ отпала. С января 2004 года новые фильмы стали выходить на телеканале крайне редко, в основном, транслировались повторы передач 2002—2003 годов. Среди причин прекращения регулярного показа называют большое количество неинтересных тем последних выпусков, неспособность молодых репортёров сделать из имеющегося материала захватывающую историю, заведомо неудачное время выхода в эфир (по будням в 18:35). Лучшие репортёры НТВ в этот момент работали с фильмами из серии «Новейшая история».

### Вторая версия
Осенью 2004 года программа «Профессия — репортёр» вернулась в эфир со значительными изменениями. Решение о возобновлении её активного производства было принято сразу после закрытия программы «Намедни» в июне того года. Согласно изначальной концепции, программа хронометражем в один час должна была состоять из четырёх-пяти больших сюжетов на актуальные темы недели. Но после смены руководства НТВ в июле 2004 года её концепция была пересмотрена. В рамках нового формата, как и прежде, выходили получасовые фильмы одного из авторов на какую-либо одну тему. Однако в отличие от предыдущего формата передачи, репортажи стали соединять в себе информационный и развлекательный жанры, а некоторые выпуски стали носить сугубо развлекательный характер. В некоторых эфирах поднимались темы, связанные с насилием, жестокостью, светской жизнью или скандалами.
Круг журналистов, работавших над программой, сузился до четырёх. Трое из них ранее работали в программе «Намедни» — Илья Зимин, Александр Зиненко, Андрей Лошак и Вадим Такменёв. Шеф-редактором «Профессии — репортёр», а позднее и её руководителем стал бывший шеф-редактор «Намедни» Николай Картозия. Премьера проекта в таком формате состоялась 2 октября 2004 года.
После смерти Зимина 26 февраля 2006 года к работе в программе подключилась Катерина Гордеева. В дальнейшем, пул авторов, работавших на передачу, немного расширился: в 2008 году с ней стали сотрудничать Павел Лобков и Алексей Бахарев, в 2009 году — Юлия Варенцова, в 2010 году — Елизавета Листова, Денис Арапов, Ольга Щанкина, Сергей Ерженков. По одному разу со своими работами выступали Айрат Шавалиев и Алексей Поборцев. У второй версии программы было закреплено постоянное время выхода в эфир — она выходила по субботам вечером в 19:40 (позже в 19:30 или 19:25) после выпуска программы «Сегодня», с неоднократными повторами в утреннее или ночное время, где часто использовалась, чтобы заполнить паузу перед рестартом эфира.
С 2006 года телепрограмма стала выпускаться на базе новоиспечённой Дирекции праймового вещания НТВ. Эта дирекция была создана на канале именно благодаря рейтинговому и зрительскому успеху двух программ — «Профессии — репортёр» и выходившей вслед за ней «Программы максимум».
В 2006 году телеканал НТВ и программа учредили премию «Профессия — репортёр» для российских телерепортёров. Идея её вынашивалась ещё при Леониде Парфёнове, но после его увольнения с канала проведение первого конкурса было решено отложить. Вернулись к идее только в 2006 году — уже по предложению генерального директора НТВ Владимира Кулистикова. В 2009 году проведение конкурса было прекращено по экономическим причинам. Замысел конкурса как мероприятия, на котором работы участников судят только «востребованные на сегодняшнем большом телевидении профессионалы» (то есть, только действующие сотрудники современных центральных каналов), критиковался тележурналисткой Еленой Масюк.
В 2009—2012 годах каждый фильм рубрики начинался со вступительного стенд-апа автора фильма, записанного не на месте событий, а в телестудии — автор посвящал зрителя в суть проблемы, о которой будет говориться в репортаже. Авторская речь в телестудии также демонстрировалась и в конце программы — в качестве своеобразного вывода.
Второй вариант программы с начала 2010-х годов производился при финансовой поддержке Федерального агентства по печати и массовым коммуникациям, о чём свидетельствовал титр в самом конце программы. В 2012 году государство профинансировало 29 выпусков программы «Профессия — репортёр», а также ток-шоу «Честный понедельник» с Сергеем Минаевым и программу о российской армии «Смотр», также выходившие на НТВ. В 2013 году НТВ отказался от субсидий Роспечати в силу хорошего финансового состояния телекомпании, и канал вновь начал производить программу на собственные средства.
С начала 2012 года редакция «Профессии — репортёр» стала располагаться на 6-м этаже телецентра «Останкино», где на тот момент также шла работа над «Русскими сенсациями» и «Программой максимум».
По мнению одного из продюсеров второй версии программы Станислава Феофанова, толчком к её переформатированию и переходу в третий формат стал выпуск об акциях протеста против фальсификации итогов парламентских и президентских выборов в России 2011—2012 годов: это был запрещённый к показу фильм Юлии Варенцовой «Белая гвардия» (см. ниже).

### Последняя версия
С начала 2013 года программа стала более приближённой к первому формату — теперь она стала выходить без постоянного пула авторов. Автором репортажа, как и прежде, мог стать любой корреспондент информационных программ канала НТВ.
Первый же фильм третьей версии — «Из логова зверя» (про Алексея Кабанова, убившего свою жену и скрывавшего её труп) — вышел без конечных титров с представлением творческой и съёмочной группы (чего не наблюдалось ни у одной работы за всю историю существования передачи). Также без представления работавшего над репортажем коллектива вышел и первый за всю историю программы разоблачительный фильм «МиллиоМэр» (о мэре Ярославля Евгении Урлашове) летом того же года. В этих фильмах по окончании на чёрном фоне в нижней части экрана выводились титры с указанием сайта программы profrep.ru и копирайтом «ОАО „Телекомпания НТВ“, 2013 г.».
Экс-продюсер второй версии «Профессии — репортёр» Станислав Феофанов, в ответ на возмущённые комментарии зрителей о падении качества программы, выступил с заявлением в сети:

Программа «Профессия: репортёр» существовала с 1998 года по 2012 годы. Это была журналистика в чистом виде — документалка самого высокого качества. Зимой 2012 года нас, тех, кто делал «Профреп», разогнали. Мы чуть-чуть не дожили до своего 15-летия. Сам бренд, правда, остался. Но всё, что выходит под «шапкой» «Профессия: репортёр» сегодня, не имеет никакого отношения к журналистике. Это пропаганда в чистом виде. Заказуха и пропаганда. Стряпает нынешнюю «Профессию: репортёр» криминальная дирекция НТВ. Та самая, которая никогда не отличалась чистоплотностью. Пишу это в основном для тех, кто, возможно, удивляется: «Что стало с программой?». С ней ничего не стало, ребят. Её просто не стало.

Тем не менее, в некоторых выпусках третьей версии авторы и выходные данные творческого коллектива появлялись: в частности, в фильме тогдашнего собкора НТВ по Великобритании Антона Вольского о смерти Бориса Березовского и в военных работах Вадима Фефилова с передовой.
В 2014 году ряд фильмов («Тринадцать друзей хунты», «Ещё 17 друзей хунты», «Принцесса у параши», «Тайная жизнь Виталия Кличко» и другие) стал носить разоблачительный характер и также выходить без представления творческой и съёмочной группы в конце (по образцу программы «ЧП. Расследование»). Российский военный журналист Аркадий Бабченко после съёмок и показа в эфире передачи со своим участием заявил, что в подготовке разоблачительных фильмов принимали участие редактор Светлана Губанова и корреспондент Андрей Алфёров, с которыми он лично работал на НТВ в начале 2000-х годов. Телекритик Ирина Петровская, рецензируя телепродукт НТВ про «друзей хунты», отметила, что «фильм собирали наспех и, что называется, с миру по нитке», а также, что «на ТВ пышным цветом расцвёл жанр политического доноса».
С осени 2014 года производством программы стало заниматься ООО «ППК» («Первая продюсерская компания»), о чём свидетельствовал соответствующий копирайт в конце передачи. Весной 2015 года в программе стали снова выходить авторские работы — «Дети войны» Михаила Чебоненко, «Чужих детей не бывает» Елены Губановой и «Хочу быть русским!» Аркадия Медведева. Последние выпуски программы прошли в июле 2015 года — «Золотая лихорадка» Светланы Даудовой и «По дороге в халифат» Вадима Фефилова.
В феврале 2016 года программа «Профессия — репортёр» была внесена в список архивных телепроектов на сайте НТВ. Официальных сообщений о закрытии передачи не поступало, вероятной причиной закрытия являются финансовые затруднения телеканала из-за валютного кризиса в России, случившиеся примерно в этот период.

## Запрещённые выпуски
- В марте 2005 года из эфира НТВ была убрана передача, посвящённая убийству журналиста Георгия Гонгадзе[94].
- 28 июня 2008 года в эфир НТВ не вышел анонсированный фильм Андрея Лошака «Теперь здесь офис», вместо него был показан сюжет на другую тему[95][96].
- В декабре 2011 года с эфира НТВ был снят репортаж Юлии Варенцовой «Белая гвардия» о митингах за честные выборы на Болотной и на проспекте Сахарова[97]. В передаче излагались истории нескольких людей, которые вышли в те дни на митинги, высказывались причины их выхода на акции протеста, что выгодно отличало выпуск «Профессии — репортёр» от других материалов российского государственного телевидения на ту же тему[82].

Также, наиболее резонансными работами стали показанные в этом цикле передач работы Вадима Такменёва («Чёрное сентября») и Игоря Воеводина («Птичий грех»).